# Catalina của Navarra, Công tước xứ Albret
Catalina của Navarra (7 tháng 2 năm 1559 – 13 tháng 2 năm 1604) là một Nhiếp chính Vương nữ người Navarra. Catalina là con gái của Juana III của Navarre và Antoine xứ Vêndome. Catalina cai Thân vương quốc Béarn thay mặt anh trai là Enrique III của Navarra từ năm 1576 đến năm 1596.